# Microcavia australis
Microcavia australis är en däggdjursart som först beskrevs av I. Geoffroy och d'Orbigny 1833.  Microcavia australis ingår i släktet ökenmarsvin och familjen Caviidae. IUCN kategoriserar arten globalt som livskraftig.
Inga underarter finns listade i Catalogue of Life. Wilson & Reeder (2005) skiljer mellan tre underarter.

## Utseende
Vuxna exemplar är 17,0 till 24,5 cm långa (huvud och bål), saknar svans och väger 141 till 340 g. De har 3,5 till 5,0 cm långa bakfötter och 1,4 till 2,0 cm stora öron. Ovansidan är täckt av spräcklig olivgrå päls och på undersidan förekommer ljusgrå päls. Typiska är vita ringar kring de stora ögonen. I motsats till de andra två arterna som ingår i samma släkte har Microcavia australis framtänder som ligger vinkelrätt mot käken.

## Utbredning
Detta ökenmarsvin förekommer i stora delar av Argentina och i angränsande områden av Chile. Habitatet utgörs av torra skogar och buskskogar. Ibland finns inget gräs under buskarna. I öknen vistas arten främst nära den glest fördelade vegetationen.

## Ekologi
Honor kan para sig flera gånger per år och de flesta kullar föds i september och oktober. Dräktigheten varar 54 till 60 dagar. Per kull föds 1 till 5 ungar, oftast 3. Liksom hos andra ökenmarsvin är individerna dagaktiva och de håller ingen vinterdvala. Födan utgörs främst av blad, blommor, unga växtskott och frukter. Vid behov äts även bark från buskar och träd.